# 吉長美鈴
吉長 美鈴（よしなが みすず、1984年5月26日 - ）は、広島県広島市出身の元芸人、元ローカルタレント。B型。元・ブロッサム。よしもと広島（吉本興業）所属。かつてはみすずのクレジット（広島ローカルテレビ番組『道楽のココロ』）で活動していたことがあった。

## 人物・概要
- かつては土生智子（ハブ）とブロッサムというコンビを組んでいたが2006年3月で解散し、『ひろしま満点ママ!!』の1コーナー「man★tenウォッチャ!」（クレジット表記は吉長みすず）を担当した。
- 実妹の真璃（通称：まり）はバンド・Yatcot（ヤットコット）のメンバー（2006年5月23日放送分の「THE STREET FIGHTERS」(テレビ朝日系／＃215)出演）。
- 当初は『道楽のココロ』の卒業を機に「ブロッサムは東京進出する」と最終回で言っていたが、後の「Local★STAR ひらめっ娘学園」で再登場した時に土生のことに触れなかったことから前述した宣言についてはなかったことになっていた模様である。
- 『ひろしま満点ママ!!』卒業後は、広島のナムコ「プリッズ広島店」の店員に転職。2008年には、「N1（ナムコ ロケーションスタッフ ナンバーワン）グランプリ」に輝いている[1]。現在はナムコ社員として、従業員教育の仕事に携わっている[2]。

## ひらめっ娘としての活動
- 『道楽のココロ』時代はみすずとして初代学級委員長としてレギュラー出演していた。
- | [icon] | この節の加筆が望まれています。 |

## ブロッサムとしての活動
- | [icon] | この節の加筆が望まれています。 |

## 主な出演番組

### テレビ
- ひろしま満点ママ!!（TSS 2006年10月?日 - 2007年?）
- 道楽のココロ（TSS 2004年4月8日 - 2006年3月23日）

### 道楽のココロ共演者
- 萬光美代子
- 西澤由美子
- 堀井希美
- 土生智子
- 梶原千穂
- 梶原剛
- 大松しんじ

### Local★STAR ひらめっ娘学園共演者
- 角島奈知
- 石田優佳（『道楽のココロ』後期にも出演）
- 内田好美
- 白井久美子
- 熊本梨佳